# Cagliari Santa Gilla
Cagliari Santa Gilla (wł. Stazione di Cagliari Santa Gilla) – przystanek kolejowy w Cagliari, w prowincji Cagliari, w regionie Sardynia, we Włoszech. Położony jest na linii Cagliari – Golfo Aranci.
Wybudowany pod koniec 2008 roku i działający od 2009 roku, jest zarządzany przez RFI (grupa FS) i jest wykorzystywany w ramach kolei aglomeracyjnej w Cagliari.
Według klasyfikacji RFI ma kategorię srebrną.

## Historia
Powstanie przystanku jest związane z wyborem silnych powiązań między Cagliari i jego okolicami w drugiej połowie lat 2000, z tworzeniem czterech nowych przystanków, w tym dwóch w Assemini, jednego na lotnisku Cagliari-Elmas i jednego w Cagliari, w pobliżu Via Santa Gilla i kompleksu wielofunkcyjnego o tej samej nazwie.
Przystanek Cagliari Santa Gilla została formalnie włączona 14 grudnia 2008.

## Linie kolejowe
- Cagliari – Golfo Aranci